# Aksu Çayı (fleuve)
Pour les articles homonymes, voir Aksu.

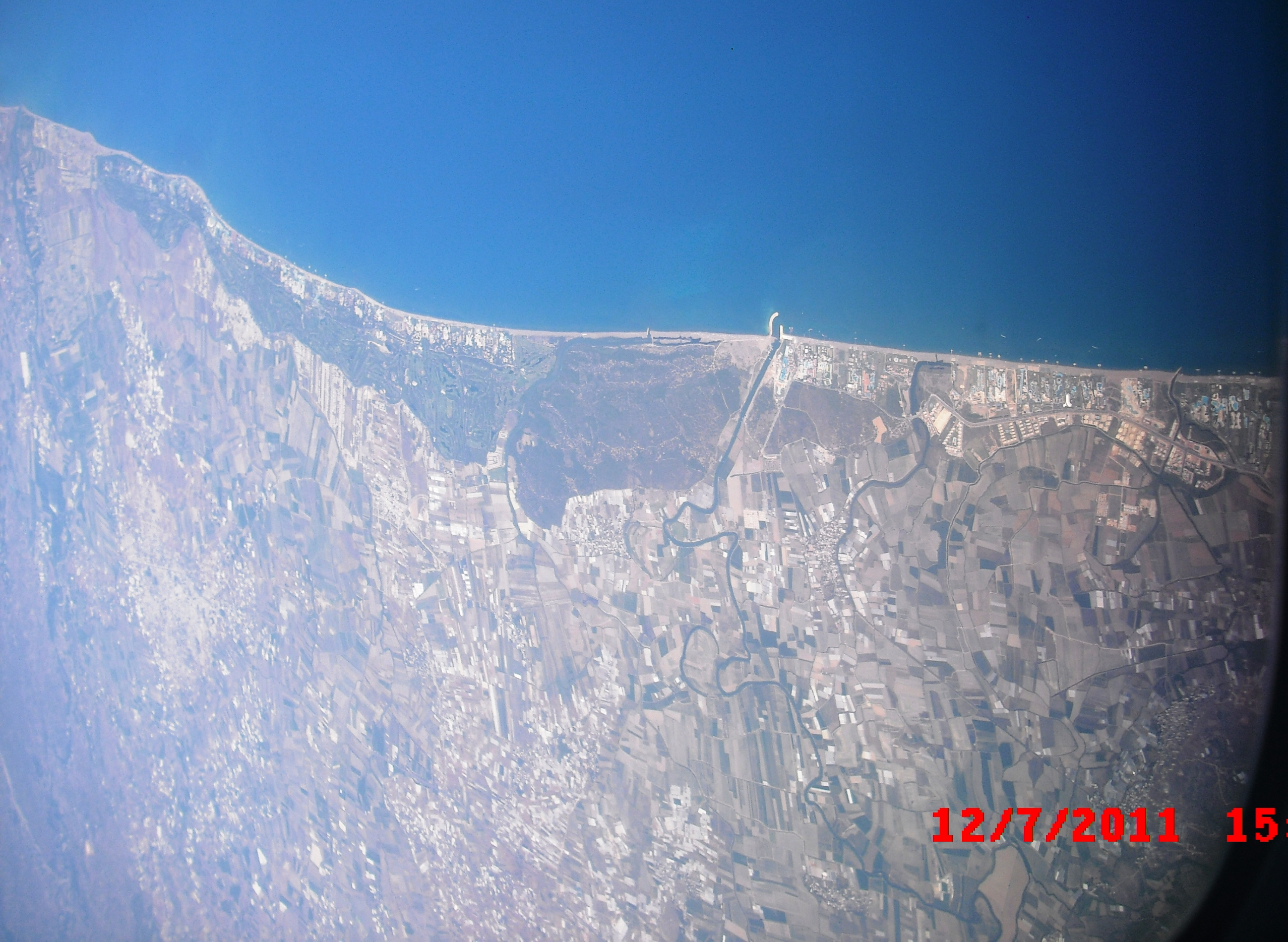
L'embouchure de l'Aksu Çayı vue du ciel en 2011.

L’Aksu Çayı est un fleuve de Turquie qui a son embouchure près d'Antalya. Plus en amont, son cours fait la frontière entre les provinces d'Isparta et de Burdur dans le sud du pays.
Son cours est coupé par les barrages de Karacaören II en amont et Karacaören I en aval.